# 蔡斯 (美國陸軍將領)

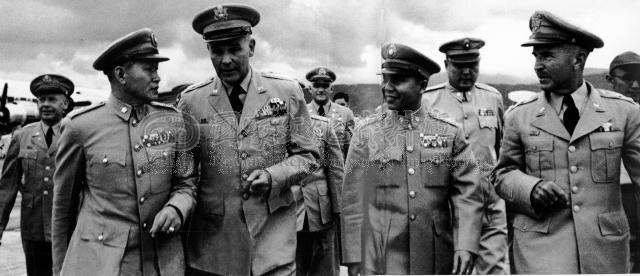
蔡斯少將（右一）迎接時任駐韓美軍第八軍團司令馬克斯維爾·泰勒中將（左二）抵達臺灣，合影者尚包括時任中華民國總統府參軍長孫立人上將（左一）和中華民國參謀總長彭孟緝上將（右二）。

威廉·柯提斯·蔡斯（英語：William Curtis Chase, 1895年3月9日—1986年8月21日），美國陸軍退役少將，曾參與二战和同盟國軍事佔領日本，亦曾赴台灣擔任第一任美國軍事援助顧問團團長、協助訓練中華民國國軍。
蔡斯毕业于布朗大学，1913年加入罗得岛国民警卫队，並曾於美墨邊界服役。1917年1月任官為骑兵少尉後，在第一次世界大战中的西部阵线和莱茵兰占领区服役。
蔡氏于1943年3月晋升为准将，担任美國陸軍第1騎兵師第一旅旅長。

## 戰後生涯
1949年1月他终于回到美国 ，并于1949年4月成为麦克弗森堡第三集團軍（今美國中央陸軍）参谋长 。从1951年到1955年，前往台灣擔任美國軍事援助顧問團團長、對中華民國政府提供軍事事務協助。
他于1955年7月31日从美國陆军退役。
之後，从三一大学获得文学硕士学位。从1957年到1965年在休斯敦大学教政治学。

## 其他
- 1954年第二屆臺北市市長選舉時，由黨外的高玉樹對上中國國民黨提名的王民寧。然而在5月2日開票當晚，廣播電臺仍未明確宣布當選人，僅謂「高某得多票數，仍在統計中」[4]。直到美國國務院發出電報祝賀高玉樹當選臺北市長下，時任中華民國總統蔣中正才裁定選舉有效，確定了高玉樹的當選。據黨外人士康寧祥的回憶，當時向美國國務院要求發電祝賀高玉樹當選者為美軍顧問團團長蔡斯少將。1970年康寧祥訪美時，在休士頓參加與臺北締結姐妹市周年紀念酒會時與蔡斯將軍聊天。蔡斯向康寧祥表示開票當晚，他一直在美國大使館注意開票情況，當時離大使館不遠的高玉樹競選總部已聚集幾千名支持者，然而票開到十點多票就不開了，「根據他們掌握的開票情況，高玉樹應該已經當選，但顯然有人不願意看見他當選」，於是他派人到臺北府城北門對面的郵政總局打電報向國務院報告，要求國務院發賀電，最後確立高氏的當選。[5]:89日後康寧祥為此曾向高玉樹求證，獲得高玉樹證實，認為開票當晚因為有蔡斯的電報，才使蔣介石裁示「選舉有效」，得以當選。[5]:89

### 文獻
- Chase, William C. . Houston, Texas: Pacesetter Press. 1975. OCLC 2005322.